# Герхард фон Марк

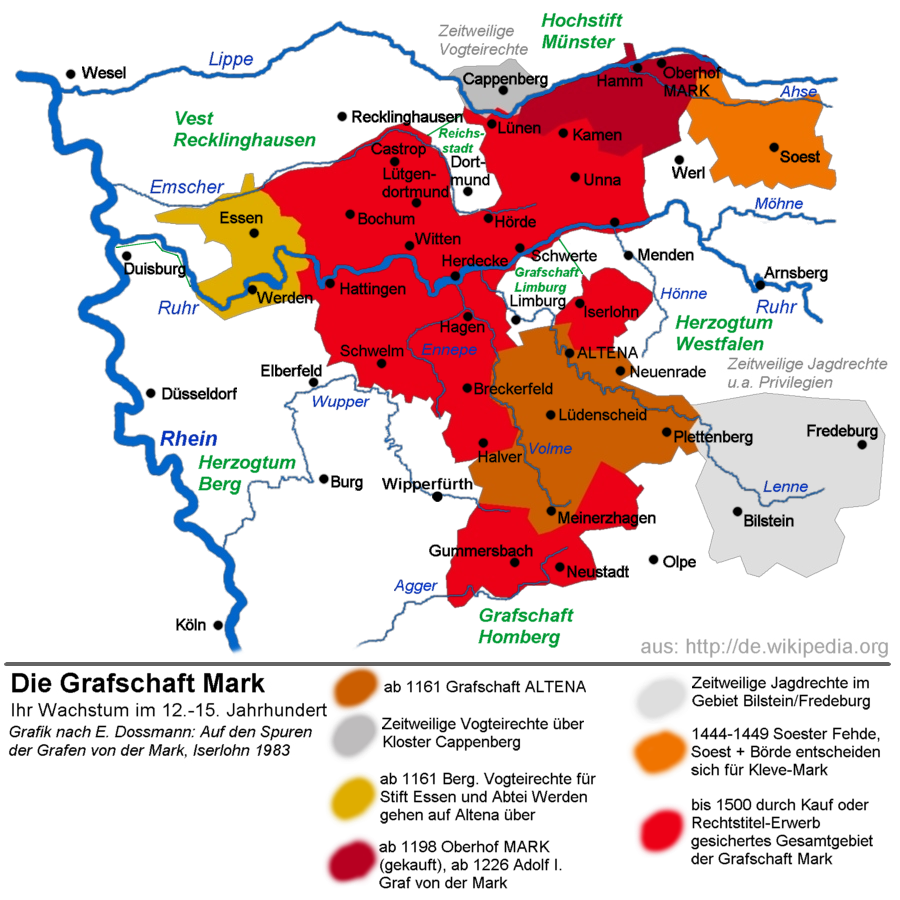
Графство Марк в XII-XV вв.

Герхард (нем. Gerhard von der Mark zu Hamm; ок. 1387 — 1461) — граф части графства Марк с 1430 года. Сын Адольфа III фон дер Марк-Альтена и Маргариты Юлихской.

## Биография
С детства предназначался для духовной карьеры. С 1403 года пробст в Ксантене, с 1414 года канонник Кёльнского капитула. В 1417 году сложил священнический сан.
С 1409 года претендовал на часть отцовского наследства. Брат Герхарда граф Клеве и Марка Адольф II/IV передал ему сначала провинцию Лимерс, в 1413 году — часть южного Марка, а также Кайзерсверт, Зинциг и Ремаген.
В 1418 году возведенный в герцогское достоинство Адольф II/IV ввёл для своих земель единонаследие. Герхард счёл себя ущемлённым в правах и обратился за поддержкой к императору Сигизмунду, который передал ему права фогства в имперском городе Дуисбург.
Также Герхард заручился поддержкой кёльнского архиепископа Дитриха II фон Мёрса — ценой уступки Кайзерсверта, Зинцига и Ремагена.
В 1430 году братья заключили мирный договор (подтверждённый в 1437 году), согласно которому Герхард получал Хамм, Унна/Камен, Изерлон, Шверте, Люнен, Хёрде, Бохум, Алтена, Брекерфельд и Нойштадт с титулом Graf zur Mark (граф в Марке), но Адольф II/IV сохранял за собой титул Graf von der Mark и владения Веттер, Бланкенштейн, Вольмарштайн, Бильштайн, Фредебург, а также фогства в Эссене и Вердене.
Графство Бильштайн и сеньорию Фредебург Герхард в 1449 году уступил кёльнским архиепископам.
Умер в 1461 году.
Согласно соглашению от 1430 года его наследником стал племянник — герцог Клеве Иоганн. Клеве и Марк объединились на основе личной унии.